# Gnomonia ariae
Gnomonia ariae är en svampart som först beskrevs av Augustin Pyrame de Candolle, och fick sitt nu gällande namn av Karl Wilhelm Gottlieb Leopold Fuckel 1870. Gnomonia ariae ingår i släktet Gnomonia och familjen Gnomoniaceae.   Inga underarter finns listade i Catalogue of Life.